# Mark Boswell
Mark Boswell, född 28 september 1977 i Mandeville, Jamaica är en kanadensisk friidrottare som tävlar i höjdhopp.
Boswell stora genombrott kom när han blev silvermedaljör vid VM 1999 i Sevilla efter ett hopp på 2,35. Han var även i final vid Olympiska sommarspelen 2000 där han slutade sexa efter att ha klarat 2,32. Vid VM på hemmaplan 2001 slutade han sexa.
Vid Samväldesspelen 2002 blev han guldmedaljör då han klarade 2,28. Han var även i final vid inomhus-VM 2003 då han slutade femma på 2,25. Utomhus samma år blev han bronsmedaljör vid VM i Paris, med ett hopp på 2,32.
Vid hans andra olympiska spel, Olympiska sommarspelen 2004 i Aten, tog han sig till final och slutade sjua efter att ha klarat 2,29. Han var även i final vid VM i Helsingfors 2005 och blev då fyra efter att ha klarat 2,29.
Vid samväldesspelen 2006 försvarade han sitt guld då hans 2,26 räckte till att vinna tävlingen.
Boswell tävlar fortfarande även om han inte nått någon större framgång och han jobbar samtidigt som lärare och idrottsledare.

## Personligt rekord
- Höjdhopp - 2,35 meter